# Simson MS50 Sperber
De Simson MS50 Sperber is een bromfiets van het Duitse merk Simson. 

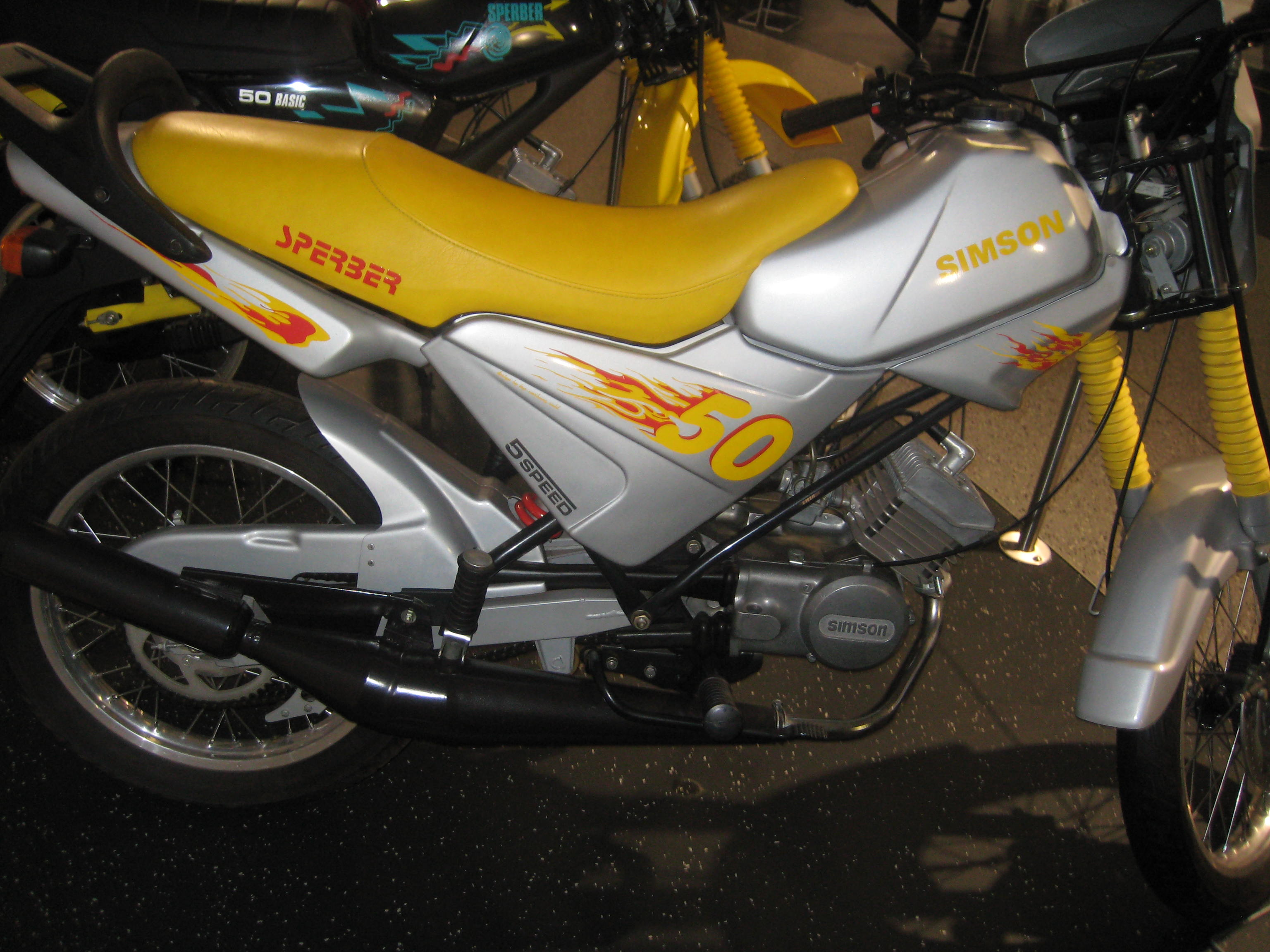
De MS50 Sperber was heel wat moderner vormgegeven dan zijn voorgangers.

## Voorgeschiedenis
Simson was een bedrijf dat oorspronkelijk eigendom was van de Joodse familie Simson, maar in de jaren dertig was onteigend door het nazi-regime. Na de Tweede Wereldoorlog kwam Suhl in de Sovjet-bezettingszone in Duitsland en later in de DDR te liggen. De centraal geleide economie zorgde ervoor dat men zich voornamelijk op lichte tweewielers tot 70 cc moest gaan concentreren. Er werden vele miljoenen exemplaren geproduceerd en afgezet in het hele Oostblok, maar er vond ook beperkte export naar Westerse en Aziatische landen plaats. Al in de jaren tachtig ging men zich steeds meer richten op export naar de Bondsrepubliek Duitsland. Na de Duitse hereniging moest Simson praktisch van de ene dag op de andere gaan concurreren met alle brom- en motorfietsmerken op de Duitse markt. Het bedrijf werd feitelijk failliet verklaard, maar startte opnieuw op met een zeer beperkt personeelsbestand (ca. 200 mensen). Door de al in de DDR-tijd toegepaste modulaire constructie kon men met beperkte middelen een groot arsenaal van modellen op de markt brengen, en halverwege de jaren negentig bracht men de "vogelnamen" uit het verleden weer terug. Maar in Duitsland was de lichte rijbewijsklasse intussen gegroeid via 80- tot 125 cc. Dat hadden zelfs de Duitse merken Kreidler en Zündapp niet overleefd, en de ouderwetse constructies van Simson waren ook geen groot succes. Simson probeerde het tij te keren met modernere modellen en het gebruik van veel kleuren. De Simson S53OR kreeg in 1996 de oude naam "Sperber" (sperwer).

## MS50 Sperber
In 1997 verscheen een nieuwe sperwer, ditmaal met de typeaanduiding "MS50". Het tweetaktmotortje was inwending nog niet veranderd, maar de machine kreeg wel een expansieuitlaat, waardoor het vermogen wat hoger werd. Het zadel liep door tot boven de tank, naar wens kon in plaats van de Simson telescoopvork ook een duurder exemplaar van Marzocchi worden gemonteerd. 

## Technische gegevens
| Simson               | MS50 Sperber         |
| -------------------- | -------------------- |
| Periode              | 1997-2002            |
| Motor type           | eencilinder tweetakt |
| Koeling              | rijwind              |
| boring in mm         | 38                   |
| slag in mm           | 44                   |
| Cilinderinhoud in cc | 49,9                 |
| Compressieverhouding | 10,5:1               |
| Max. Vermogen in pk  | 5 bij 6.500 tpm      |
| Topsnelheid in km/h  | 50                   |
| Versnellingen        | 5                    |
| Gewicht in kg        | 89                   |